# Pinerolese (vino)
Il Pinerolese è una DOC riservata ad alcuni vini la cui produzione è consentita in alcuni comuni della città metropolitana di Torino.

## Zona di produzione
La zona di produzione comprende l'intero territorio dei seguenti comuni:.
- In provincia di Torino: Angrogna, Bibiana, Bobbio Pellice, Bricherasio, Buriasco, Campiglione-Fenile, Cantalupa, Cavour, Cumiana, Frossasco, Garzigliana, Inverso Pinasca, Luserna San Giovanni, Lusernetta, Macello, Osasco, Pinasca, Pinerolo, Perosa Argentina, Pomaretto, Porte, Perrero, Pramollo, Prarostino, Roletto, Rorà, San Germano Chisone, San Pietro Val Lemina, San Secondo di Pinerolo, Torre Pellice, Villar Pellice, Villar Perosa.
- In provincia di Cuneo: Bagnolo Piemonte, Barge.

La zona di produzione della tipologia Pinerolese Ramie è limitata all'intero territorio dei comuni di Pomaretto e Perosa Argentina.

## Storia
La viticoltura ha profonde radici storiche nelle valli pinerolesi: già nel 1200 la zona era ricca di vigneti: tra i più diffusi erano il Plassa, l'Avarengo, il Doux d'Henry e l'Avanà, tuttora presenti. Il Doux d'Henry potrebbe derivare il nome dal re di Francia Enrico IV che, durante una permanenza sul territorio pedemontano all'inizio del 1600, ebbe occasione di degustarlo.
Dopo un lungo periodo di abbandono la viticoltura è stata riscoperta e rivitalizzata grazie al rilancio di vitigni antichi come il Doux d’Henry, l’Avanà, il Becuet o lo Chatus. In particolare le vigne da cui provengono le uve utilizzate nel Ramìe sono state impiantate nei secoli scorsi a una quota tra i 600 e i 900 metri, su ripidi pendii modificati in terrazzamenti. Dal 2009 il Comune di Pomaretto ha promosso la costituzione di un consorzio tra i piccoli produttori che ancora coltivavano le terrazze.

## Disciplinare
il Pinerolese è stato istituito con DM 12.09.1996 pubblicato sulla Gazzetta Ufficiale n. 227 del 27.09.1996
Successivamente è stato modificato con 
- DM 17.02.1997 pubblicato sulla Gazzetta Ufficiale n. 61 del 14.03.1997
- DM 30.11.2011, pubblicato sulla Gazzetta Ufficiale n. GU 295 - 20.12.2011
- DM 07.03.2014, pubblicato sul sito ufficiale Mipaaf
- DM 13.11.2014, pubblicato sulla Gazzetta Ufficiale n. GU 275 – 26.11.2014
- La versione in vigore è stata approvata con Provvedimento Ministeriale del 12.07.2019, pubblicato sul sito ufficiale del Mipaaf.

## Tipologie
Le operazioni di vinificazione devono essere effettuate all'interno delle province di Asti, Alessandria, Cuneo e Torino; la zona di imbottigliamento ricade nell'intero territorio del Piemonte.
È obbligatoria l'indicazione dell'annata di produzione delle uve. 

### Rosso
| uvaggio                        | Barbera, Bonarda, Nebbiolo, Chatus da soli o congiuntamente min 50% |
| titolo alcolometrico minimo    | 10,00 % vol.                                                        |
| acidità totale minima          | 5,0 g/l.                                                            |
| estratto secco minimo          | 20,00 g/l                                                           |
| resa massima di uva per ettaro | 90 q.                                                               |
| resa massima di uva in vino    | xx %                                                                |

#### Caratteri organolettici
- Aspetto: rosso rubino più o meno intenso;
- Olfatto: intenso, caratteristico, vinoso;
- Gusto: asciutto, armonico.

### Rosato
| uvaggio                        | Barbera, Bonarda, Nebbiolo, Chatus da soli o congiuntamente minimo 50% |
| colore                         | rosato o rubino chiaro                                                 |
| odore                          | delicato, gradevole, vinoso                                            |
| sapore                         | asciutto, armonico                                                     |
| titolo alcolometrico minimo    | 10,00 % vol.                                                           |
| acidità totale minima          | 5,00 g/l.                                                              |
| estratto secco minimo          | 17,00 g/l                                                              |
| resa massima di uva per ettaro | 90 q.                                                                  |

### Barbera
| uvaggio                        | Barbera minimo 85%            |
| colore                         | rosso rubino carico           |
| odore                          | vinoso, intenso               |
| sapore                         | secco, fresco, caratteristico |
| titolo alcolometrico minimo    | 10,50 % vol.                  |
| acidità totale minima          | 5,00 g/l.                     |
| estratto secco minimo          | 19,00 g/l                     |
| resa massima di uva per ettaro | 80 q.                         |

### Bonarda
| uvaggio                        | Bonarda minimo 85%              |
| colore                         | rosso rubino                    |
| odore                          | vinoso caratteristico e intenso |
| sapore                         | morbido e fresco                |
| titolo alcolometrico minimo    | 10,50 % vol.                    |
| acidità totale minima          | 5,00 g/l.                       |
| estratto secco minimo          | 19,00 g/l                       |
| resa massima di uva per ettaro | 80 q.                           |

### Freisa
| uvaggio                        | Freisa minimo 85%               |
| colore                         | rosso rubino intenso            |
| odore                          | caratteristico vinoso e intenso |
| sapore                         | fresco, talvolta vivace         |
| titolo alcolometrico minimo    | 10,50 % vol.                    |
| acidità totale minima          | 5,00 g/l.                       |
| estratto secco minimo          | 19,00 g/l                       |
| resa massima di uva per ettaro | 80 q.                           |

### Dolcetto
| uvaggio                        | Dolcetto minimo 85%                |
| colore                         | rosso rubino con riflessi violacei |
| odore                          | delicato e vinoso                  |
| sapore                         | secco, morbido e fresco            |
| titolo alcolometrico minimo    | 10,50 % vol.                       |
| acidità totale minima          | 5,00 g/l.                          |
| estratto secco minimo          | 19,00 g/l                          |
| resa massima di uva per ettaro | 80 q.                              |

### Doux d'Henry
| uvaggio                        | Doux d'Henry minimo 85%                |
| colore                         | rosato più o meno intenso              |
| odore                          | fresco, fruttato e gradevole           |
| sapore                         | morbido, armonioso, talvolta abboccato |
| titolo alcolometrico minimo    | 10,00 % vol.                           |
| acidità totale minima          | 5,00 g/l.                              |
| estratto secco minimo          | 17,00 g/l                              |
| resa massima di uva per ettaro | 70 q.                                  |

### Ramie
| uvaggio                        | Avanà, Avarengo, Chatus, Becuet, congiuntamente, minimo 60%. |
| colore                         | rosso più o meno intenso                                     |
| odore                          | caratteristico, fresco, delicato                             |
| sapore                         | asciutto, armonioso                                          |
| titolo alcolometrico minimo    | 10,00 % vol.                                                 |
| acidità totale minima          | 5,00 g/l.                                                    |
| estratto secco minimo          | 18,00 g/l                                                    |
| resa massima di uva per ettaro | 75 q.                                                        |